# Liste der Metropolregionen in den Vereinigten Staaten

Karte aller Metropol- und Mikropolregionen der Vereinigten Staaten im Jahr 2020. Mikropolregionen sind Hellgrün und Metropolregionen Dunkelgrün markiert.

Folgende Liste gibt einen Überblick über alle Metropolregionen in den Vereinigten Staaten. Das Office of Management and Budget (OMB) definierte zu statistischen Zwecken für das Jahr 2020 insgesamt 384 Metropolregionen, sogenannte Metropolitan Statistical Areas (MSAs), in denen ein großer Teil der amerikanischen Bevölkerung lebt. Im Jahr 2023 erhöhte sich diese Anzahl auf 393 Regionen. In den letzten Jahrzehnten war in den USA ein Trend zur Suburbanisierung zu beobachten. Während viele Kernstädte an Einwohnern verloren, wuchsen die Metropolregionen immer weiter an. Da die meisten Städte in den USA von weitläufigen suburbanen Gebieten umschlossen werden, kann die Bevölkerungszahl einer Metropolregion aussagekräftiger für die Bedeutung und Größe einer Stadt sein als nur die Einwohnerzahl des Stadtgebietes selbst. 
Neben den heute 393 MSAs, die eine Größe von mindestens 50.000 Einwohnern aufweisen, existieren noch 542 sogenannte Micropolitan Statistical Areas (μSAs) mit einer Einwohnerzahl von 10.000 bis 49.999, die hier jedoch unberücksichtigt bleiben.

## Liste
Die folgende Tabelle enthält alle Metropolregionen der Vereinigten Staaten sowie ihre Einwohnerzahl laut der Ergebnisse der Volkszählungen von 1990, 2000, 2010 und 2020. Angegeben sind zudem die principal cities sowie die Bundesstaaten, in denen die Metropolregionen liegen. Einige Metropolregionen können sich über mehrere Bundesstaaten erstrecken.
| Rang | Metropolregion                           | Principal Cities | Bundesstaat                                          | Bevölkerung 1990 | Bevölkerung 2000 | Bevölkerung 2010 | Bevölkerung 2020 |
| ---- | ---------------------------------------- | --- | ---------------------------------------------------- | ---------------- | ---------------- | ---------------- | ---------------- |
| 1    | New York–Newark–Jersey City              | New York City, Newark, Jersey City, Lakewood, White Plains, New Brunswick | New York New Jersey Pennsylvania                     | 16.846.046       | 18.323.002       | 18.897.109       | 20.140.470       |
| 2    | Los Angeles–Long Beach–Anaheim           | Los Angeles, Long Beach, Anaheim, Santa Ana, Irvine, Glendale, Torrance, Orange, Pasadena, Costa Mesa, Burbank, Carson, Santa Monica, Newport Beach, Tustin, Gardena, Fountain Valley, Arcadia, Cypress | Kalifornien                                          | 11.273.720       | 12.365.597       | 12.828.961       | 13.200.998       |
| 3    | Chicago–Naperville–Elgin                 | Chicago, Naperville, Elgin, Schaumburg, Evanston, Bolingbrook, Skokie, Des Plaines, Downers Grove | Illinois Indiana                                     | 8.181.939        | 9.098.970        | 9.461.550        | 9.618.502        |
| 4    | Dallas–Fort Worth–Arlington              | Dallas, Fort Worth, Arlington, Plano, Irving, Denton, Richardson, Grapevine | Texas                                                | 3.984.437        | 5.156.217        | 6.366.542        | 7.637.387        |
| 5    | Houston–Pasadena–The Woodlands           | Houston, Pasadena, The Woodlands, Sugar Land, Conroe, Baytown, Galveston, Texas City | Texas                                                | 3.750.846        | 4.693.520        | 5.920.499        | 7.122.240        |
| 6    | Washington–Arlington–Alexandria          | Washington, D.C., Arlington, Alexandria, Frederick, Gaithersburg, Bethesda, Rockville, Reston, McLean, North Bethesda                                                                                   | District of Columbia Virginia Maryland West Virginia | 4.169.276        | 4.849.948        | 5.649.540        | 6.385.162        |
| 7    | Philadelphia–Camden–Wilmington           | Philadelphia, Camden, Wilmington | Pennsylvania New Jersey Delaware Maryland            | 5.435.550        | 5.686.329        | 5.965.343        | 6.245.051        |
| 8    | Miami–Fort Lauderdale–West Palm Beach    | Miami, Fort Lauderdale, West Palm Beach, Pompano Beach, Boca Raton, Sunrise, Deerfield Beach, Miami Beach, Kendall, Doral, Delray Beach, Jupiter, Palm Beach Gardens                                    | Florida                                              | 4.056.228        | 5.007.956        | 5.564.635        | 6.138.333        |
| 9    | Atlanta–Sandy Springs–Roswell            | Atlanta, Sandy Springs, Roswell, Alpharetta, Marietta, Dunwoody | Georgia                                              | 3.081.858        | 4.263.135        | 5.286.728        | 6.089.815        |
| 10   | Boston–Cambridge–Newton                  | Boston, Cambridge, Newton, Framingham, Waltham | Massachusetts New Hampshire                          | 4.133.895        | 4.392.533        | 4.552.402        | 4.941.632        |
| 11   | Phoenix–Mesa–Chandler                    | Phoenix, Mesa, Chandler, Gilbert, Scottsdale, Tempe, Casa Grande | Arizona                                              | 2.238.498        | 3.251.884        | 4.193.127        | 4.845.832        |
| 12   | San Francisco–Oakland–Fremont            | San Francisco, Oakland, Fremont, Berkeley, San Mateo, Livermore, San Ramon, Redwood City, Pleasanton, Walnut Creek, South San Francisco, San Rafael                                                     | Kalifornien                                          | 3.711.756        | 4.123.734        | 4.335.561        | 4.749.008        |
| 13   | Riverside–San Bernardino–Ontario         | Riverside, San Bernardino, Ontario, Corona, Temecula, Chino, Redlands, Palm Desert | Kalifornien                                          | 2.588.793        | 3.254.799        | 4.224.965        | 4.599.839        |
| 14   | Detroit–Warren–Dearborn                  | Detroit, Warren, Dearborn, Livonia, Troy, Farmington Hills, Southfield, Novi, Pontiac | Michigan                                             | 4.248.699        | 4.452.778        | 4.296.313        | 4.392.041        |
| 15   | Seattle–Tacoma–Bellevue                  | Seattle, Tacoma, Bellevue, Kent, Everett, Renton, Auburn, Redmond, Lakewood | Washington                                           | 2.559.136        | 3.043.934        | 3.439.809        | 4.018.762        |
| 16   | Minneapolis–Saint Paul–Bloomington       | Minneapolis, Saint Paul, Bloomington, Plymouth, Eagan, Burnsville, Eden Prairie, Minnetonka, Edina, St. Louis Park                                                                                      | Minnesota Wisconsin                                  | 2.580.743        | 3.016.562        | 3.333.633        | 3.690.261        |
| 17   | San Diego–Chula Vista–Carlsbad           | San Diego, Chula Vista, Carlsbad, Encinitas | Kalifornien                                          | 2.498.016        | 2.813.839        | 3.095.342        | 3.298.634        |
| 18   | Tampa–St. Petersburg–Clearwater          | Tampa, Saint Petersburg, Clearwater, Largo, Pinellas Park | Florida                                              | 2.067.959        | 2.396.038        | 2.783.514        | 3.175.275        |
| 19   | Denver–Aurora–Centennial                 | Denver, Aurora, Centennial, Broomfield, Commerce City | Colorado                                             | 1.650.489        | 2.179.476        | 2.543.482        | 2.963.821        |
| 20   | Baltimore–Columbia–Towson                | Baltimore, Columbia, Towson | Maryland                                             | 2.382.172        | 2.553.137        | 2.710.489        | 2.844.510        |
| 21   | St. Louis                                | St. Louis, St. Charles | Missouri Illinois                                    | 2.560.517        | 2.675.369        | 2.787.759        | 2.820.253        |
| 22   | Orlando–Kissimmee–Sanford                | Orlando, Kissimmee, Sanford | Florida                                              | 1.224.844        | 1.644.509        | 2.134.399        | 2.673.376        |
| 23   | Charlotte–Concord–Gastonia               | Charlotte, Concord, Gastonia, Rock Hill, Mooresville | North Carolina South Carolina                        | 1.365.184        | 1.742.647        | 2.243.960        | 2.660.329        |
| 24   | San Antonio–New Braunfels                | San Antonio, New Braunfels | Texas                                                | 1.407.745        | 1.711.578        | 2.142.516        | 2.558.143        |
| 25   | Portland–Vancouver–Hillsboro             | Portland, Vancouver, Hillsboro, Beaverton, Tigard | Oregon Washington                                    | 1.523.741        | 1.927.904        | 2.226.012        | 2.512.859        |
| 26   | Sacramento–Roseville–Folsom              | Sacramento, Roseville, Folsom, Rancho Cordova, West Sacramento | Kalifornien                                          | 1.506.792        | 1.796.822        | 2.149.144        | 2.397.382        |
| 27   | Pittsburgh                               | Pittsburgh | Pennsylvania                                         | 2.468.289        | 2.431.233        | 2.356.291        | 2.370.930        |
| 28   | Austin–Round Rock–Georgetown             | Austin, Round Rock, San Marcos, Georgetown | Texas                                                | 846.227          | 1.249.963        | 1.716.320        | 2.283.371        |
| 29   | Las Vegas–Henderson–North Las Vegas      | Las Vegas, Henderson, North Las Vegas, Paradise | Nevada                                               | 741.368          | 1.375.741        | 1.951.269        | 2.265.461        |
| 30   | Cincinnati                               | Cincinnati | Ohio Kentucky Indiana                                | 1.832.284        | 1.994.818        | 2.114.751        | 2.256.884        |
| 31   | Kansas City                              | Kansas City, Overland Park, Kansas City, Lenexa | Missouri Kansas                                      | 1.614.533        | 1.811.788        | 2.009.338        | 2.192.035        |
| 32   | Columbus                                 | Columbus | Ohio                                                 | 1.462.268        | 1.675.226        | 1.902.003        | 2.138.926        |
| 33   | Indianapolis–Carmel–Greenwood            | Indianapolis, Carmel, Greenwood, Anderson | Indiana                                              | 1.424.886        | 1.658.439        | 1.888.082        | 2.111.040        |
| 34   | Cleveland                                | Cleveland | Ohio                                                 | 2.102.207        | 2.148.041        | 2.077.258        | 2.088.251        |
| 35   | San Jose–Sunnyvale–Santa Clara           | San Jose, Sunnyvale, Santa Clara, Mountain View, Milpitas, Palo Alto, Cupertino | Kalifornien                                          | 1.534.274        | 1.735.995        | 1.836.941        | 2.000.468        |
| 36   | Nashville-Davidson–Murfreesboro–Franklin | Nashville-Davidson, Murfreesboro, Franklin, Smyrna | Tennessee                                            | 1.103.028        | 1.381.412        | 1.670.883        | 1.989.519        |
| 37   | Virginia Beach–Chesapeake–Norfolk        | Virginia Beach, Chesapeake, Norfolk, Newport News | Virginia North Carolina                              | 1.454.015        | 1.580.603        | 1.676.817        | 1.799.674        |
| 38   | Providence–Warwick                       | Providence, Warwick | Rhode Island Massachusetts                           | 1.509.789        | 1.582.961        | 1.601.200        | 1.676.579        |
| 39   | Jacksonville                             | Jacksonville | Florida                                              | 925.213          | 1.122.821        | 1.345.595        | 1.605.848        |
| 40   | Milwaukee–Waukesha                       | Milwaukee, Waukesha | Wisconsin                                            | 1.432.149        | 1.500.788        | 1.555.954        | 1.574.731        |
| 41   | Oklahoma City                            | Oklahoma City | Oklahoma                                             | 971.042          | 1.095.553        | 1.252.991        | 1.425.695        |
| 42   | Raleigh–Cary                             | Raleigh, Cary | North Carolina                                       | 544.031          | 797.188          | 1.130.479        | 1.413.982        |
| 43   | Memphis                                  | Memphis | Tennessee Mississippi Arkansas                       | 1.075.309        | 1.213.285        | 1.324.824        | 1.337.779        |
| 44   | Richmond                                 | Richmond | Virginia                                             | 901.877          | 1.040.192        | 1.186.501        | 1.314.434        |
| 45   | Louisville/Jefferson County              | Louisville, Jefferson | Kentucky Indiana                                     | 996.003          | 1.090.024        | 1.202.718        | 1.285.439        |
| 46   | New Orleans–Metairie                     | New Orleans, Metairie | Louisiana                                            | 1.285.262        | 1.337.740        | 1.189.860        | 1.271.845        |
| 47   | Salt Lake City–Murray                    | Salt Lake City, Murray | Utah                                                 | 752.557          | 939.169          | 1.087.799        | 1.257.936        |
| 48   | Hartford–West Hartford–East Hartford     | Hartford, West Hartford, East Hartford, Middletown | Connecticut                                          | 1.123.678        | 1.148.649        | 1.212.397        | 1.213.531        |
| 49   | Buffalo–Cheektowaga                      | Buffalo, Cheektowaga | New York                                             | 1.189.340        | 1.170.022        | 1.135.617        | 1.166.902        |
| 50   | Birmingham                               | Birmingham | Alabama                                              | 889.174          | 981.525          | 1.061.024        | 1.115.289        |
| 51   | Rochester                                | Rochester | New York                                             | 1.025.220        | 1.062.522        | 1.079.693        | 1.090.135        |
| 52   | Grand Rapids–Wyoming–Kentwood            | Grand Rapids, Wyoming, Kentwood | Michigan                                             | 798.482          | 935.433          | 993.670          | 1.087.592        |
| 53   | Tucson                                   | Tucson | Arizona                                              | 666.957          | 843.702          | 980.263          | 1.043.433        |
| 54   | Honolulu County                          | Honolulu | Hawaii                                               | 836.231          | 876.159          | 953.207          | 1.016.508        |
| 55   | Tulsa                                    | Tulsa | Oklahoma                                             | 761.019          | 859.635          | 937.531          | 1.015.331        |
| 56   | Fresno                                   | Fresno | Kalifornien                                          | 667.479          | 798.766          | 930.491          | 1.008.654        |
| 57   | Worcester                                | Worcester | Massachusetts                                        | 812.236          | 859.106          | 916.822          | 978.529          |
| 58   | Omaha                                    | Omaha | Nebraska Iowa                                        | 685.797          | 767.175          | 865.356          | 967.604          |
| 59   | Bridgeport–Stamford–Danbury              | Bridgeport, Stamford, Danbury | Connecticut                                          | 827.645          | 882.622          | 916.846          | 957.419          |
| 60   | Greenville–Anderson–Greer                | Greenville, Anderson, Greer, Mauldin | South Carolina                                       | 617.332          | 725.544          | 824.109          | 928.195          |
| 61   | Albuquerque                              | Albuquerque | New Mexico                                           | 599.416          | 729.729          | 887.080          | 916.528          |
| 62   | Bakersfield–Delano                       | Bakersfield, Delano | Kalifornien                                          | 544.981          | 661.632          | 839.627          | 909.235          |
| 63   | Albany–Schenectady–Troy                  | Albany, Schenectady, Troy | New York                                             | 809.642          | 825.920          | 870.692          | 899.262          |
| 64   | Knoxville                                | Knoxville | Tennessee                                            | 651.611          | 748.231          | 837.675          | 879.773          |
| 65   | McAllen–Edinburg–Mission                 | McAllen, Edinburg, Mission | Texas                                                | 383.545          | 569.099          | 774.770          | 870.781          |
| 66   | Baton Rouge                              | Baton Rouge | Louisiana                                            | 646.606          | 729.361          | 825.905          | 870.569          |
| 67   | El Paso                                  | El Paso | Texas                                                | 594.525          | 682.917          | 804.123          | 868.859          |
| 68   | New Haven                                | New Haven | Connecticut                                          | 804.219          | 823.993          | 862.462          | 864.835          |
| 69   | Allentown–Bethlehem–Easton               | Allentown, Bethlehem | Pennsylvania New Jersey                              | 686.718          | 740.340          | 821.266          | 861.889          |
| 70   | Oxnard–Thousand Oaks–Ventura             | Oxnard, Thousand Oaks, Ventura, Camarillo | Kalifornien                                          | 669.016          | 753.230          | 823.387          | 843.843          |
| 71   | North Port–Sarasota–Bradenton            | North Port, Sarasota, Bradenton | Florida                                              | 489.483          | 589.998          | 702.268          | 833.716          |
| 72   | Columbia                                 | Columbia | South Carolina                                       | 548.935          | 647.216          | 767.477          | 829.470          |
| 73   | Dayton–Kettering–Beavercreek             | Dayton, Kettering, Beavercreek | Ohio                                                 | 803.724          | 805.971          | 799.219          | 814.049          |
| 74   | Charleston–North Charleston              | Charleston, North Charleston | South Carolina                                       | 506.877          | 549.021          | 664.644          | 799.636          |
| 75   | Stockton–Lodi                            | Stockton, Lodi | Kalifornien                                          | 480.628          | 563.660          | 685.308          | 779.233          |
| 76   | Greensboro–High Point                    | Greensboro, High Point | North Carolina                                       | 540.041          | 643.369          | 723.854          | 776.566          |
| 77   | Boise City                               | Boise City | Idaho                                                | 319.596          | 464.872          | 616.561          | 764.718          |
| 78   | Cape Coral–Fort Myers                    | Cape Coral, Fort Myers | Florida                                              | 335.113          | 440.910          | 618.754          | 760.822          |
| 79   | Colorado Springs                         | Colorado Springs | Colorado                                             | 409.482          | 537.475          | 645.611          | 755.105          |
| 80   | Little Rock–North Little Rock–Conway     | Little Rock, North Little Rock, Conway | Arkansas                                             | 534.943          | 610.470          | 699.819          | 748.031          |
| 81   | Lakeland–Winter Haven                    | Lakeland, Winter Haven | Florida                                              | 405.382          | 483.888          | 602.095          | 725.046          |
| 82   | Des Moines–West Des Moines               | Des Moines, West Des Moines | Iowa                                                 | 451.141          | 518.607          | 606.475          | 709.466          |
| 83   | Akron                                    | Akron | Ohio                                                 | 657.575          | 694.975          | 703.203          | 702.219          |
| 84   | Springfield                              | Springfield | Massachusetts                                        | 672.970          | 680.014          | 692.942          | 699.162          |
| 85   | Kiryas Joel–Poughkeepsie–Newburgh        | Kiryas Joel, Poughkeepsie, Newburgh, Woodbury | New York                                             | 567.109          | 621.517          | 670.301          | 697.221          |
| 86   | Ogden                                    | Ogden, Clearfield | Utah                                                 | 388.284          | 485.410          | 597.159          | 694.863          |
| 87   | Madison                                  | Madison | Wisconsin                                            | 462.662          | 535.453          | 605.437          | 680.796          |
| 88   | Winston-Salem                            | Winston-Salem | North Carolina                                       | 488.114          | 569.355          | 640.580          | 675.966          |
| 89   | Provo–Orem–Lehi                          | Provo, Orem, Lehi | Utah                                                 | 269.407          | 376.775          | 526.886          | 671.185          |
| 90   | Deltona–Daytona Beach–Ormond Beach       | Deltona, Daytona Beach, Ormond Beach, DeLand | Florida                                              | 399.438          | 493.203          | 590.294          | 668.921          |
| 91   | Syracuse                                 | Syracuse | New York                                             | 659.924          | 650.133          | 662.625          | 662.057          |
| 92   | Durham–Chapel Hill                       | Durham, Chapel Hill | North Carolina                                       | 382.970          | 474.991          | 564.273          | 649.903          |
| 93   | Wichita                                  | Wichita | Kansas                                               | 511.111          | 571.166          | 623.061          | 647.610          |
| 94   | Toledo                                   | Toledo | Ohio                                                 | 654.157          | 659.188          | 651.429          | 646.604          |
| 95   | Augusta–Richmond County                  | Augusta | Georgia South Carolina                               | 443.241          | 508.041          | 564.873          | 611.000          |
| 96   | Palm Bay–Melbourne–Titusville            | Palm Bay, Melbourne, Titusville | Florida                                              | 398.978          | 476.299          | 543.378          | 606.612          |
| 97   | Jackson                                  | Jackson | Mississippi                                          | 472.447          | 525.407          | 567.645          | 591.978          |
| 98   | Harrisburg–Carlisle                      | Harrisburg, Carlisle | Pennsylvania                                         | 474.242          | 509.011          | 549.473          | 591.712          |
| 99   | Spokane–Spokane Valley                   | Spokane, Spokane Valley | Washington                                           | 392.312          | 458.005          | 514.752          | 585.784          |
| 100  | Scranton–Wilkes-Barre                    | Scranton, Wilkes-Barre | Pennsylvania                                         | 575.322          | 560.793          | 563.627          | 567.559          |
| 101  | Chattanooga                              | Chattanooga | Tennessee Georgia                                    | 433.039          | 476.611          | 528.152          | 562.647          |
| 102  | Lancaster                                | Lancaster | Pennsylvania                                         | 422.822          | 470.783          | 519.448          | 552.984          |
| 103  | Modesto                                  | Modesto | Kalifornien                                          | 370.522          | 446.850          | 514.451          | 552.878          |
| 104  | Portland–South Portland                  | Portland, South Portland | Maine                                                | 441.257          | 487.508          | 514.103          | 551.740          |
| 105  | Fayetteville–Springdale–Rogers           | Fayetteville, Springdale, Rogers, Bentonville | Arkansas                                             | 222.526          | 325.364          | 440.121          | 546.725          |
| 106  | Lansing–East Lansing                     | Lansing, East Lansing | Michigan                                             | 502.444          | 519.415          | 534.684          | 541.297          |
| 107  | Youngstown–Warren                        | Youngstown, Warren | Ohio                                                 | 613.604          | 603.061          | 565.799          | 541.243          |
| 108  | Fayetteville                             | Fayetteville | North Carolina                                       | 365.244          | 427.634          | 481.061          | 520.378          |
| 109  | Lexington–Fayette                        | Lexington-Fayette | Kentucky                                             | 348.428          | 408.411          | 472.102          | 516.811          |
| 110  | Pensacola–Ferry Pass–Brent               | Pensacola, Ferry Pass, Brent | Florida                                              | 344.406          | 412.167          | 448.991          | 509.905          |
| 111  | Huntsville                               | Huntsville | Alabama                                              | 293.047          | 342.666          | 417.593          | 491.723          |
| 112  | Reno                                     | Reno | Nevada                                               | 257.193          | 342.881          | 425.437          | 490.596          |
| 113  | Santa Rosa–Petaluma                      | Santa Rosa, Petaluma | Kalifornien                                          | 388.222          | 458.586          | 483.880          | 488.863          |
| 114  | Myrtle Beach–Conway–North Myrtle Beach   | Myrtle Beach, Conway, North Myrtle Beach | South Carolina North Carolina                        | 195.038          | 269.679          | 376.722          | 487.722          |
| 115  | Port St. Lucie                           | Port St. Lucie | Florida                                              | 251.071          | 319.456          | 424.107          | 487.657          |
| 116  | Lafayette                                | Lafayette | Louisiana                                            | 383.093          | 424.983          | 466.747          | 478.384          |
| 117  | Springfield                              | Springfield | Missouri                                             | 298.818          | 368.451          | 436.711          | 475.432          |
| 118  | Killeen–Temple                           | Killeen, Temple | Texas                                                | 268.820          | 330.726          | 405.310          | 475.367          |
| 119  | Visalia                                  | Visalia | Kalifornien                                          | 311.932          | 368.011          | 442.182          | 473.117          |
| 120  | Asheville                                | Asheville | North Carolina                                       | 308.005          | 369.186          | 424.853          | 469.015          |
| 121  | York–Hanover                             | York, Hanover | Pennsylvania                                         | 339.574          | 381.791          | 434.998          | 456.438          |
| 122  | Vallejo                                  | Vallejo | Kalifornien                                          | 339.469          | 394.495          | 413.344          | 453.491          |
| 123  | Waterbury–Shelton 1                      | Waterbury, Shelton | Connecticut                                          |                  |                  |                  | 450.376          |
| 124  | Santa Maria–Santa Barbara                | Santa Maria, Santa Barbara | Kalifornien                                          | 369.608          | 399.293          | 423.939          | 448.229          |
| 125  | Salinas                                  | Salinas | Kalifornien                                          | 355.660          | 401.752          | 415.055          | 439.035          |
| 126  | Salem                                    | Salem | Oregon                                               | 278.024          | 347.256          | 390.739          | 433.353          |
| 127  | Mobile                                   | Mobile | Alabama                                              | 395.337          | 417.940          | 430.573          | 430.197          |
| 128  | Reading                                  | Reading | Pennsylvania                                         | 336.523          | 373.712          | 411.572          | 428.849          |
| 129  | Manchester–Nashua                        | Manchester, Nashua | New Hampshire                                        | 335.838          | 380.856          | 400.720          | 422.937          |
| 130  | Corpus Christi                           | Corpus Christi | Texas                                                | 349.894          | 380.783          | 405.027          | 421.933          |
| 131  | Brownsville–Harlingen                    | Brownsville, Harlingen | Texas                                                | 260.120          | 334.884          | 406.219          | 421.017          |
| 132  | Fort Wayne                               | Fort Wayne | Indiana                                              | 354.435          | 390.102          | 416.254          | 419.601          |
| 133  | Salisbury                                | Salisbury | Maryland                                             | 246.036          | 312.437          | 373.764          | 418.046          |
| 134  | Gulfport–Biloxi                          | Gulfport, Biloxi | Mississippi                                          | 323.118          | 377.610          | 388.488          | 416.259          |
| 135  | Flint                                    | Flint | Michigan                                             | 430.459          | 436.213          | 425.790          | 406.211          |
| 136  | Savannah                                 | Savannah | Georgia                                              | 257.899          | 293.324          | 347.598          | 404.798          |
| 137  | Peoria                                   | Peoria | Illinois                                             | 396.632          | 405.149          | 416.255          | 402.391          |
| 138  | Canton–Massillon                         | Canton, Massillon | Ohio                                                 | 394.106          | 406.966          | 404.428          | 401.574          |
| 139  | Anchorage                                | Anchorage | Alaska                                               | 266.021          | 319.617          | 380.821          | 398.328          |
| 140  | Beaumont–Port Arthur                     | Beaumont, Port Arthur | Texas                                                | 361.226          | 385.090          | 388.745          | 397.565          |
| 141  | Shreveport–Bossier City                  | Shreveport, Bossier City | Louisiana                                            | 359.687          | 375.965          | 398.604          | 393.406          |
| 142  | Trenton–Princeton                        | Trenton, Princeton | New Jersey                                           | 325.824          | 350.761          | 366.513          | 387.340          |
| 143  | Montgomery                               | Montgomery | Alabama                                              | 305.175          | 346.571          | 374.541          | 386.047          |
| 144  | Davenport–Moline–Rock Island             | Davenport, Moline, Rock Island | Iowa Illinois                                        | 368.145          | 376.067          | 379.689          | 384.324          |
| 145  | Tallahassee                              | Tallahassee | Florida                                              | 259.096          | 320.304          | 367.413          | 384.298          |
| 146  | Eugene–Springfield                       | Eugene, Springfield | Oregon                                               | 282.912          | 323.011          | 351.724          | 382.971          |
| 147  | Ocala                                    | Ocala | Florida                                              | 194.835          | 258.873          | 331.303          | 375.908          |
| 148  | Naples–Marco Island                      | Naples, Marco Island | Florida                                              | 152.099          | 251.412          | 321.520          | 375.752          |
| 149  | Ann Arbor                                | Ann Arbor | Michigan                                             | 282.937          | 322.818          | 344.791          | 372.258          |
| 150  | Hickory–Lenoir–Morganton                 | Hickory, Lenoir, Morganton | North Carolina                                       | 292.405          | 341.854          | 365.814          | 365.276          |
| 151  | Huntington–Ashland                       | Huntington, Ashland | West Virginia Kentucky Ohio                          | 352.406          | 362.350          | 364.928          | 359.862          |
| 152  | Fort Collins–Loveland                    | Fort Collins, Loveland | Colorado                                             | 186.136          | 251.489          | 299.629          | 359.066          |
| 153  | Lincoln                                  | Lincoln | Nebraska                                             | 229.091          | 266.798          | 302.157          | 340.217          |
| 154  | Gainesville                              | Gainesville | Florida                                              | 217.186          | 266.842          | 305.076          | 339.247          |
| 155  | Rockford                                 | Rockford | Illinois                                             | 283.719          | 320.229          | 349.431          | 338.798          |
| 156  | Boulder                                  | Boulder | Colorado                                             | 225.339          | 269.784          | 294.571          | 330.758          |
| 157  | Greeley                                  | Greeley | Colorado                                             | 131.821          | 180.766          | 252.831          | 328.981          |
| 158  | Columbus                                 | Columbus | Georgia Alabama                                      | 278.628          | 293.518          | 307.788          | 328.883          |
| 159  | Green Bay                                | Green Bay | Wisconsin                                            | 243.698          | 282.489          | 306.241          | 328.268          |
| 160  | Spartanburg                              | Spartanburg | South Carolina                                       | 226.800          | 253.791          | 284.307          | 327.997          |
| 161  | South Bend–Mishawaka                     | South Bend, Mishawaka | Indiana Michigan                                     | 296.529          | 316.653          | 319.215          | 324.501          |
| 162  | Lubbock                                  | Lubbock | Texas                                                | 236.698          | 256.263          | 290.868          | 321.368          |
| 163  | Clarksville                              | Clarksville | Tennessee Kentucky                                   | 189.279          | 232.000          | 273.949          | 320.535          |
| 164  | Roanoke                                  | Roanoke | Virginia                                             | 268.513          | 288.370          | 308.665          | 315.251          |
| 165  | Evansville                               | Evansville | Indiana Kentucky                                     | 278.990          | 296.236          | 311.552          | 314.049          |
| 166  | Kingsport–Bristol                        | Kingsport, Bristol | Tennessee Virginia                                   | 275.678          | 298.564          | 309.516          | 307.614          |
| 167  | Kennewick–Richland                       | Kennewick, Richland | Washington                                           | 150.033          | 191.851          | 253.334          | 303.622          |
| 168  | Olympia–Lacey–Tumwater                   | Olympia, Lacey, Tumwater | Washington                                           | 161.238          | 207.392          | 252.258          | 294.793          |
| 169  | Hagerstown–Martinsburg                   | Hagerstown, Martinsburg | Maryland West Virginia                               | 192.774          | 222.771          | 269.140          | 293.844          |
| 170  | Utica–Rome                               | Utica, Rome | New York                                             | 316.645          | 300.018          | 299.357          | 292.264          |
| 171  | Duluth                                   | Duluth | Minnesota Wisconsin                                  | 279.645          | 286.544          | 290.637          | 291.638          |
| 172  | Crestview–Fort Walton Beach–Destin       | Crestview, Fort Walton Beach, Destin | Florida                                              | 171.536          | 211.081          | 235.865          | 286.973          |
| 173  | Longview                                 | Longview | Texas                                                | 237.536          | 256.152          | 280.000          | 286.184          |
| 174  | Wilmington                               | Wilmington | North Carolina                                       | 149.139          | 201.386          | 254.883          | 285.905          |
| 175  | San Luis Obispo–Paso Robles              | San Luis Obispo, Paso Robles | Kalifornien                                          | 217.162          | 246.746          | 269.599          | 282.424          |
| 176  | Merced                                   | Merced | Kalifornien                                          | 178.403          | 211.178          | 255.798          | 281.202          |
| 177  | Waco                                     | Waco | Texas                                                | 206.835          | 232.088          | 252.769          | 277.547          |
| 178  | Sioux Falls                              | Sioux Falls | South Dakota Minnesota                               | 153.500          | 187.151          | 228.264          | 276.730          |
| 179  | Cedar Rapids                             | Cedar Rapids | Iowa                                                 | 210.640          | 237.267          | 257.941          | 276.520          |
| 180  | Bremerton–Silverdale–Port Orchard        | Bremerton, Silverdale, Port Orchard | Washington                                           | 189.731          | 231.982          | 251.137          | 275.611          |
| 181  | Atlantic City–Hammonton                  | Atlantic City, Hammonton | New Jersey                                           | 224.327          | 253.210          | 274.540          | 274.534          |
| 182  | Erie                                     | Erie | Pennsylvania                                         | 275.575          | 280.907          | 280.564          | 270.876          |
| 183  | Santa Cruz–Watsonville                   | Santa Cruz, Watsonville | Kalifornien                                          | 229.734          | 255.614          | 262.362          | 270.861          |
| 184  | Amarillo                                 | Amarillo | Texas                                                | 198.389          | 228.670          | 251.933          | 268.691          |
| 185  | Tuscaloosa                               | Tuscaloosa | Alabama                                              | 196.872          | 212.983          | 239.207          | 268.674          |
| 186  | Norwich–New London–Willimantic           | Norwich, New London, Willimantic | Connecticut                                          | 254.957          | 259.108          | 274.049          | 268.555          |
| 187  | College Station–Bryan                    | College Station, Bryan | Texas                                                | 150.998          | 184.857          | 228.660          | 268.248          |
| 188  | Laredo                                   | Laredo | Texas                                                | 133.239          | 193.124          | 250.304          | 267.114          |
| 189  | Slidell–Mandeville–Covington 1           | Slidell, Mandeville, Covington | Louisiana                                            |                  |                  |                  | 264.570          |
| 190  | Kalamazoo–Portage                        | Kalamazoo, Portage | Michigan                                             | 223.411          | 238.603          | 250.331          | 261.670          |
| 191  | Lynchburg                                | Lynchburg | Virginia                                             | 206.226          | 228.541          | 252.659          | 261.593          |
| 192  | Charleston                               | Charleston | West Virginia                                        | 290.792          | 286.046          | 278.009          | 258.859          |
| 193  | Yakima                                   | Yakima | Washington                                           | 188.823          | 222.578          | 243.237          | 256.728          |
| 194  | Fargo                                    | Fargo | North Dakota Minnesota                               | 153.296          | 174.398          | 208.777          | 249.843          |
| 195  | Binghamton                               | Binghamton | New York                                             | 264.497          | 252.298          | 251.737          | 247.138          |
| 196  | Fort Smith                               | Fort Smith | Arkansas Oklahoma                                    | 190.808          | 225.061          | 248.208          | 244.310          |
| 197  | Appleton                                 | Appleton | Wisconsin                                            | 174.801          | 201.773          | 225.666          | 243.147          |
| 198  | Prescott Valley–Prescott                 | Prescott Valley, Prescott | Arizona                                              | 107.714          | 167.377          | 211.015          | 236.209          |
| 199  | Macon                                    | Bibb County | Georgia                                              | 206.786          | 222.479          | 232.293          | 233.802          |
| 200  | Tyler                                    | Tyler | Texas                                                | 151.309          | 174.861          | 209.721          | 233.479          |
| 201  | Topeka                                   | Topeka | Kansas                                               | 210.257          | 224.568          | 233.868          | 233.152          |
| 202  | Daphne–Fairhope–Foley                    | Daphne, Fairhope, Foley, Gulf Shores | Alabama                                              | 98.280           | 140.416          | 182.265          | 231.767          |
| 203  | Barnstable Town                          | Barnstable | Massachusetts                                        | 186.605          | 222.239          | 215.868          | 228.996          |
| 204  | Bellingham                               | Bellingham | Washington                                           | 127.780          | 166.822          | 201.140          | 226.847          |
| 205  | Rochester                                | Rochester | Minnesota                                            | 162.722          | 184.745          | 206.877          | 226.329          |
| 206  | Burlington–South Burlington              | Burlington, South Burlington | Vermont                                              | 177.059          | 198.895          | 211.262          | 225.562          |
| 207  | Lafayette–West Lafayette                 | Lafayette, West Lafayette | Indiana                                              | 167.024          | 186.960          | 210.297          | 223.716          |
| 208  | Medford                                  | Medford | Oregon                                               | 146.387          | 181.281          | 203.206          | 223.259          |
| 209  | Champaign–Urbana                         | Champaign, Urbana | Illinois                                             | 188.573          | 196.034          | 217.810          | 222.538          |
| 210  | Lake Charles                             | Lake Charles | Louisiana                                            | 177.394          | 193.571          | 199.629          | 222.402          |
| 211  | Charlottesville                          | Charlottesville | Virginia                                             | 143.885          | 174.021          | 201.559          | 221.524          |
| 212  | Las Cruces                               | Las Cruces | New Mexico                                           | 135.510          | 174.880          | 209.235          | 219.561          |
| 214  | Hilton Head Island–Bluffton–Port Royal   | Hilton Head Island, Bluffton, Port Royal, Beaufort | South Carolina                                       | 101.912          | 141.603          | 187.010          | 215.908          |
| 215  | Athens–Clarke County                     | Clarke County | Georgia                                              | 136.025          | 166.028          | 192.541          | 215.415          |
| 216  | Lake Havasu City–Kingman                 | Lake Havasu City, Kingman | Arizona                                              | 93.497           | 154.981          | 200.185          | 213.267          |
| 217  | Chico                                    | Chico | Kalifornien                                          | 182.120          | 203.125          | 220.000          | 211.632          |
| 218  | Columbia                                 | Columbia | Missouri                                             | 136.845          | 162.336          | 190.387          | 210.864          |
| 219  | Springfield                              | Springfield | Illinois                                             | 189.550          | 201.457          | 210.170          | 208.640          |
| 220  | Johnson City                             | Johnson City | Tennessee                                            | 160.390          | 181.585          | 198.755          | 207.285          |
| 221  | Houma–Bayou Cane–Thibodaux               | Houma, Bayou Cane, Thibodaux | Louisiana                                            | 182.842          | 194.517          | 208.176          | 207.137          |
| 222  | Monroe                                   | Monroe | Louisiana                                            | 194.819          | 201.074          | 204.420          | 207.104          |
| 223  | Elkhart–Goshen                           | Elkhart, Goshen | Indiana                                              | 156.198          | 182.793          | 197.561          | 207.047          |
| 224  | Jacksonville                             | Jacksonville | North Carolina                                       | 149.838          | 150.418          | 177.787          | 204.576          |
| 225  | Yuma                                     | Yuma | Arizona                                              | 106.895          | 159.995          | 195.750          | 203.881          |
| 226  | Gainesville                              | Gainesville | Georgia                                              | 95.434           | 139.615          | 179.684          | 203.136          |
| 227  | Florence                                 | Florence | South Carolina                                       | 176.195          | 193.153          | 205.571          | 199.964          |
| 228  | St. Cloud                                | St. Cloud | Minnesota                                            | 149.509          | 167.441          | 189.093          | 199.671          |
| 229  | Bend                                     | Bend | Oregon                                               | 74.976           | 115.372          | 157.733          | 198.253          |
| 230  | Racine–Mount Pleasant                    | Racine, Mount Pleasant | Wisconsin                                            | 175.034          | 188.849          | 195.428          | 197.727          |
| 231  | Warner Robins                            | Warner Robins | Georgia                                              | 118.505          | 144.046          | 179.605          | 191.614          |
| 232  | Saginaw                                  | Saginaw | Michigan                                             | 211.946          | 210.051          | 200.169          | 190.124          |
| 233  | Punta Gorda                              | Punta Gorda | Florida                                              | 110.975          | 141.620          | 159.968          | 186.847          |
| 234  | Terre Haute                              | Terre Haute | Indiana                                              | 166.578          | 170.952          | 172.422          | 185.031          |
| 235  | Billings                                 | Billings | Montana                                              | 122.411          | 139.932          | 158.934          | 184.167          |
| 236  | Redding                                  | Redding | Kalifornien                                          | 147.036          | 163.242          | 177.223          | 182.155          |
| 237  | Dover                                    | Dover | Delaware                                             | 110.993          | 126.771          | 162.349          | 181.851          |
| 238  | Kingston                                 | Kingston | New York                                             | 165.380          | 177.726          | 182.512          | 181.851          |
| 239  | Joplin                                   | Joplin | Missouri Kansas                                      | 134.910          | 157.300          | 175.516          | 181.409          |
| 240  | Yuba City                                | Yuba City | Kalifornien                                          | 122.643          | 139.196          | 166.891          | 181.208          |
| 241  | Jackson                                  | Jackson | Tennessee                                            | 150.494          | 170.061          | 179.694          | 180.504          |
| 242  | St. George                               | St. George | Utah                                                 | 48.560           | 90.325           | 138.115          | 180.279          |
| 243  | El Centro                                | El Centro | Kalifornien                                          | 109.303          | 142.334          | 174.528          | 179.702          |
| 244  | Bowling Green                            | Bowling Green | Kentucky                                             | 113.950          | 134.951          | 158.599          | 179.639          |
| 245  | Abilene                                  | Abilene | Texas                                                | 148.004          | 160.273          | 165.252          | 176.579          |
| 246  | Muskegon–Norton Shores                   | Muskegon, Norton Shores | Michigan                                             | 158.983          | 170.208          | 172.188          | 175.824          |
| 247  | Iowa City                                | Iowa City | Iowa                                                 | 115.731          | 131.662          | 152.586          | 175.419          |
| 248  | Midland                                  | Midland | Texas                                                | 111.567          | 120.780          | 141.671          | 175.220          |
| 249  | Panama City–Panama City Beach            | Panama City, Panama City Beach | Florida                                              | 138.498          | 162.818          | 184.715          | 175.216          |
| 250  | Auburn–Opelika                           | Auburn, Opelika | Alabama                                              | 87.146           | 115.014          | 140.296          | 174.241          |
| 251  | Hattiesburg                              | Hattiesburg | Mississippi                                          | 109.603          | 123.922          | 142.857          | 172.231          |
| 252  | Eau Claire                               | Eau Claire | Wisconsin                                            | 137.543          | 148.345          | 161.390          | 172.007          |
| 253  | Oshkosh–Neenah                           | Oshkosh, Neenah | Wisconsin                                            | 140.320          | 156.752          | 166.994          | 171.730          |
| 254  | Burlington                               | Burlington | North Carolina                                       | 108.213          | 130.750          | 151.144          | 171.415          |
| 255  | Coeur d’Alene                            | Coeur d’Alene | Idaho                                                | 69.795           | 108.682          | 138.464          | 171.362          |
| 256  | Bloomington                              | Bloomington | Illinois                                             | 129.180          | 169.572          | 169.572          | 170.954          |
| 257  | Greenville                               | Greenville | North Carolina                                       | 108.480          | 133.759          | 168.152          | 170.243          |
| 258  | Kenosha 1                                | Kenosha | Wisconsin                                            |                  |                  |                  | 169.151          |
| 259  | Waterloo–Cedar Falls                     | Waterloo, Cedar Falls | Iowa                                                 | 158.640          | 163.721          | 167.819          | 168.461          |
| 260  | Eagle Pass 1                             | Eagle Pass | Texas                                                |                  |                  |                  | 57.887           |
| 261  | Pueblo                                   | Pueblo | Colorado                                             | 123.051          | 141.490          | 159.063          | 165.123          |
| 262  | Wausau                                   | Wausau | Wisconsin                                            | 142.393          | 155.475          | 162.806          | 166.428          |
| 263  | Blacksburg–Christiansburg–Radford        | Blacksburg, Christiansburg, Radford | Virginia                                             | 152.680          | 165.161          | 178.257          | 166.378          |
| 264  | Odessa                                   | Odessa | Texas                                                | 118.934          | 121.124          | 137.136          | 165.171          |
| 265  | Kahului–Wailuku                          | Kahului, Wailuku | Hawaii                                               | 100.504          | 128.237          | 154.925          | 164.754          |
| 266  | Janesville–Beloit                        | Janesville, Beloit | Wisconsin                                            | 139.510          | 152.315          | 160.331          | 163.687          |
| 267  | Amherst Town–Northampton 1               | Amherst Town, Northampton | Massachusetts                                        |                  |                  |                  | 162.308          |
| 268  | Bloomington                              | Bloomington | Indiana                                              | 126.259          | 142.342          | 159.542          | 161.039          |
| 269  | Jackson                                  | Jackson | Michigan                                             | 149.756          | 158.426          | 160.248          | 160.366          |
| 270  | Sebastian–Vero Beach–West Vero Corridor  | Sebastian, Vero Beach, West Vero Corridor | Florida                                              | 90.208           | 112.877          | 138.028          | 159.788          |
| 271  | State College                            | State College | Pennsylvania                                         | 124.812          | 135.678          | 153.990          | 158.172          |
| 272  | Idaho Falls                              | Idaho Falls | Idaho                                                | 91.668           | 104.559          | 133.265          | 157.429          |
| 273  | Decatur                                  | Decatur | Alabama                                              | 131.556          | 145.910          | 153.825          | 156.494          |
| 274  | Chambersburg                             | Chambersburg | Pennsylvania                                         | 121.082          | 129.495          | 149.618          | 155.932          |
| 275  | Grand Junction                           | Grand Junction | Colorado                                             | 93.145           | 116.939          | 146.717          | 155.703          |
| 276  | Elizabethtown                            | Elizabethtown | Kentucky                                             | 125.089          | 133.981          | 148.351          | 155.572          |
| 277  | Santa Fe                                 | Santa Fe | New Mexico                                           | 98.928           | 129.304          | 144.172          | 154.823          |
| 278  | Monroe                                   | Monroe | Michigan                                             | 133.600          | 145.939          | 152.021          | 154.809          |
| 279  | Niles                                    | Niles | Michigan                                             | 161.378          | 162.453          | 156.813          | 154.316          |
| 280  | Vineland                                 | Vineland | New Jersey                                           | 138.053          | 146.454          | 156.628          | 154.152          |
| 281  | Homosassa Springs                        | Homosassa Springs | Florida                                              | 93.513           | 118.106          | 141.236          | 153.843          |
| 282  | Traverse City 1                          | Traverse City | Michigan                                             |                  |                  |                  | 153.448          |
| 283  | Hanford–Corcoran                         | Hanford, Corcoran | Kalifornien                                          | 101.469          | 129.470          | 152.982          | 152.486          |
| 284  | Bangor                                   | Bangor | Maine                                                | 146.601          | 144.866          | 153.920          | 152.199          |
| 285  | Alexandria                               | Alexandria | Louisiana                                            | 149.082          | 145.087          | 153.922          | 152.192          |
| 286  | Dothan                                   | Dothan | Alabama                                              | 120.352          | 130.828          | 145.643          | 151.007          |
| 287  | Florence–Muscle Shoals                   | Florence, Muscle Shoals | Alabama                                              | 131.327          | 142.931          | 147.137          | 150.791          |
| 288  | Jefferson City                           | Jefferson City | Missouri                                             | 120.704          | 140.033          | 149.805          | 150.309          |
| 289  | Sioux City                               | Sioux City | Iowa Nebraska South Dakota                           | 131.350          | 143.053          | 143.577          | 149.940          |
| 290  | Albany                                   | Albany | Georgia                                              | 142.959          | 153.759          | 153.857          | 148.922          |
| 291  | Wichita Falls                            | Wichita Falls | Texas                                                | 140.375          | 151.596          | 151.476          | 148.128          |
| 292  | Valdosta                                 | Valdosta | Georgia                                              | 99.244           | 119.570          | 139.663          | 148.126          |
| 293  | Texarkana                                | Texarkana | Texas Arkansas                                       | 134.098          | 143.379          | 149.195          | 147.519          |
| 294  | Logan                                    | Logan | Utah Idaho                                           | 79.415           | 102.722          | 125.442          | 147.348          |
| 295  | Flagstaff                                | Flagstaff | Arizona                                              | 96.591           | 116.320          | 134.437          | 145.101          |
| 296  | Rocky Mount                              | Rocky Mount | North Carolina                                       | 133.369          | 142.982          | 152.383          | 143.870          |
| 297  | Lebanon                                  | Lebanon | Pennsylvania                                         | 113.744          | 120.202          | 133.577          | 143.257          |
| 298  | Dalton                                   | Dalton | Georgia                                              | 98.609           | 120.062          | 142.227          | 142.837          |
| 299  | Morristown                               | Morristown | Tennessee                                            | 100.591          | 123.081          | 136.608          | 142.709          |
| 300  | Winchester                               | Winchester | Virginia                                             | 84.168           | 102.996          | 128.480          | 142.632          |
| 301  | Morgantown                               | Morgantown | West Virginia                                        | 104.546          | 111.201          | 129.709          | 140.038          |
| 302  | La Crosse–Onalaska                       | La Crosse, Onalaska | Wisconsin Minnesota                                  | 116.401          | 126.881          | 133.665          | 139.627          |
| 303  | Wheeling                                 | Wheeling | West Virginia Ohio                                   | 159.301          | 153.200          | 147.951          | 139.513          |
| 304  | Rapid City                               | Rapid City | South Dakota                                         | 103.221          | 112.818          | 126.382          | 139.074          |
| 305  | Napa                                     | Napa | Kalifornien                                          | 110.765          | 124.344          | 136.530          | 138.019          |
| 306  | Sumter                                   | Sumter | South Carolina                                       | 131.087          | 137.148          | 142.427          | 136.700          |
| 307  | Springfield                              | Springfield | Ohio                                                 | 147.538          | 144.742          | 138.333          | 136.001          |
| 308  | Harrisonburg                             | Harrisonburg | Virginia                                             | 88.189           | 108.215          | 125.217          | 135.571          |
| 309  | Sherman–Denison                          | Sherman, Denison | Texas                                                | 95.019           | 110.574          | 120.864          | 135.543          |
| 310  | Battle Creek                             | Battle Creek | Michigan                                             | 135.982          | 137.991          | 136.148          | 134.310          |
| 311  | Jonesboro                                | Jonesboro | Arkansas                                             | 93.620           | 107.756          | 121.026          | 134.196          |
| 312  | Manhattan                                | Manhattan | Kansas                                               | 113.720          | 108.999          | 127.081          | 134.046          |
| 313  | Bismarck                                 | Bismarck | North Dakota                                         | 96.784           | 96.784           | 110.625          | 133.626          |
| 314  | Johnstown                                | Johnstown | Pennsylvania                                         | 163.062          | 152.555          | 143.674          | 133.472          |
| 315  | Hammond                                  | Hammond | Louisiana                                            | 85.709           | 100.481          | 121.101          | 133.157          |
| 316  | Wildwood–The Villages                    | Wildwood, The Villages | Florida                                              | 31.577           | 53.337           | 93.420           | 129.752          |
| 317  | Mount Vernon–Anacortes                   | Mount Vernon, Anacortes | Washington                                           | 79.545           | 103.017          | 116.901          | 129.523          |
| 318  | Pittsfield                               | Pittsfield | Massachusetts                                        | 139.352          | 134.922          | 131.272          | 129.026          |
| 319  | Albany                                   | Albany | Oregon                                               | 91.227           | 103.079          | 116.672          | 128.610          |
| 320  | Glens Falls                              | Glens Falls | New York                                             | 118.539          | 124.295          | 128.942          | 127.039          |
| 321  | Lawton                                   | Lawton | Oklahoma                                             | 118.137          | 121.599          | 130.291          | 126.652          |
| 322  | Cleveland                                | Cleveland | Tennessee                                            | 87.355           | 104.012          | 115.758          | 126.164          |
| 323  | Sierra Vista–Douglas                     | Sierra Vista, Douglas | Arizona                                              | 97.624           | 117.743          | 131.356          | 125.447          |
| 324  | Staunton–Stuarts Draft                   | Staunton, Stuarts Draft | Virginia                                             | 97.687           | 108.953          | 118.502          | 125.433          |
| 325  | Ames                                     | Ames | Iowa                                                 | 99.438           | 106.205          | 115.848          | 125.252          |
| 326  | Mansfield                                | Mansfield | Ohio                                                 | 126.137          | 128.932          | 124.475          | 124.936          |
| 327  | San Angelo                               | San Angelo | Texas                                                | 100.087          | 105.780          | 111.823          | 122.888          |
| 328  | Altoona                                  | Altoona | Pennsylvania                                         | 130.542          | 129.105          | 127.076          | 122.822          |
| 329  | Wenatchee–East Wenatchee                 | Wenatchee, East Wenatchee | Washington                                           | 78.455           | 99.200           | 110.895          | 122.012          |
| 330  | Farmington                               | Farmington | New Mexico                                           | 91.605           | 113.812          | 130.045          | 121.661          |
| 331  | Owensboro                                | Owensboro | Kentucky                                             | 104.681          | 109.879          | 114.754          | 121.559          |
| 332  | St. Joseph                               | St. Joseph | Missouri Kansas                                      | 115.816          | 123.841          | 127.329          | 121.467          |
| 333  | Bozeman 1                                | Bozeman | Montana                                              |                  |                  |                  | 118.960          |
| 334  | Lawrence                                 | Lawrence | Kansas                                               | 81.798           | 99.953           | 110.826          | 118.785          |
| 335  | Sheboygan                                | Sheboygan | Wisconsin                                            | 103.877          | 112.663          | 115.510          | 118.034          |
| 336  | Missoula                                 | Missoula | Montana                                              | 78.687           | 95.803           | 109.299          | 117.922          |
| 337  | Goldsboro                                | Goldsboro | North Carolina                                       | 104.666          | 113.449          | 122.638          | 117.333          |
| 338  | Weirton–Steubenville                     | Weirton, Steubenville | West Virginia Ohio                                   | 142.523          | 131.995          | 124.455          | 116.903          |
| 339  | Watertown–Fort Drum                      | Watertown, Fort Drum | New York                                             | 110.943          | 111.716          | 116.232          | 116.721          |
| 340  | Anniston–Oxford                          | Anniston, Oxford | Alabama                                              | 116.032          | 111.882          | 118.586          | 116.441          |
| 341  | Sandusky 1                               | Sandusky | Ohio                                                 |                  |                  |                  | 115.986          |
| 342  | Beckley                                  | Beckley | West Virginia                                        | 124.771          | 126.828          | 124.901          | 115.079          |
| 343  | Twin Falls                               | Twin Falls | Idaho                                                | 68.718           | 82.626           | 99.604           | 114.283          |
| 344  | Williamsport                             | Williamsport | Pennsylvania                                         | 118.710          | 120.003          | 116.108          | 114.188          |
| 345  | Lexington Park                           | Lexington Park | Maryland                                             | 75.974           | 86.196           | 105.148          | 113.777          |
| 346  | Brunswick–St. Simons                     | Brunswick, St. Simons | Georgia                                              | 82.207           | 93.027           | 112.368          | 113.495          |
| 347  | Michigan City–La Porte                   | Michigan City, La Porte | Indiana                                              | 107.066          | 110.099          | 111.467          | 112.417          |
| 348  | Muncie                                   | Muncie | Indiana                                              | 119.659          | 118.769          | 117.671          | 111.903          |
| 349  | Lewiston–Auburn                          | Lewiston, Auburn | Maine                                                | 105.259          | 103.803          | 107.702          | 111.139          |
| 350  | Longview–Kelso                           | Longview, Kelso | Washington                                           | 82.119           | 92.945           | 102.408          | 110.730          |
| 351  | Kankakee                                 | Kankakee | Illinois                                             | 96.255           | 103.825          | 113.449          | 107.502          |
| 352  | Ithaca                                   | Ithaca | New York                                             | 94.097           | 96.487           | 101.594          | 105.740          |
| 353  | Grand Forks                              | Grand Forks | North Dakota Minnesota                               | 103.272          | 97.489           | 98.464           | 104.362          |
| 354  | Fond du Lac                              | Fond du Lac | Wisconsin                                            | 90.083           | 97.284           | 101.630          | 104.154          |
| 355  | Decatur                                  | Decatur | Illinois                                             | 117.206          | 114.690          | 110.768          | 103.998          |
| 356  | Bay City                                 | Bay City | Michigan                                             | 111.723          | 110.271          | 107.771          | 103.856          |
| 357  | Gettysburg                               | Gettysburg | Pennsylvania                                         | 78.274           | 91.207           | 101.417          | 103.852          |
| 358  | Mankato                                  | Mankato | Minnesota                                            | 82.120           | 85.711           | 96.740           | 103.566          |
| 359  | Gadsden                                  | Gadsden | Alabama                                              | 99.840           | 103.448          | 104.427          | 103.436          |
| 360  | Lima                                     | Lima | Ohio                                                 | 109.755          | 108.464          | 106.326          | 102.206          |
| 361  | Sebring                                  | Sebring | Florida                                              | 68.432           | 87.391           | 98.786           | 101.235          |
| 362  | Cheyenne                                 | Cheyenne | Wyoming                                              | 73.142           | 81.617           | 91.881           | 100.512          |
| 363  | Hot Springs                              | Hot Springs | Arkansas                                             | 73.397           | 88.122           | 95.995           | 100.180          |
| 364  | Pinehurst–Southern Pines 1               | Pinehurst, Southern Pines | North Carolina                                       |                  |                  |                  | 99.727           |
| 365  | Dubuque                                  | Dubuque | Iowa                                                 | 86.403           | 89.133           | 93.653           | 99.266           |
| 366  | Rome                                     | Rome | Georgia                                              | 81.251           | 90.622           | 96.317           | 98.584           |
| 367  | Victoria                                 | Victoria | Texas                                                | 80.341           | 91.000           | 94.003           | 98.331           |
| 368  | Cape Girardeau                           | Cape Girardeau | Missouri Illinois                                    | 82.878           | 90.286           | 96.275           | 97.517           |
| 369  | Fairbanks–College                        | Fairbanks, College | Alaska                                               | 77.720           | 82.849           | 97.585           | 95.655           |
| 370  | Corvallis                                | Corvallis | Oregon                                               | 70.811           | 78.143           | 85.581           | 95.184           |
| 371  | Pocatello                                | Pocatello | Idaho                                                | 73.112           | 83.103           | 90.656           | 94.896           |
| 372  | Helena 1                                 | Helena | Montana                                              |                  |                  |                  | 89.832           |
| 373  | Parkersburg–Vienna                       | Parkersburg, Vienna | West Virginia                                        | 92.107           | 93.819           | 92.673           | 89.490           |
| 374  | Grants Pass                              | Grants Pass | Oregon                                               | 62.649           | 75.729           | 82.713           | 88.090           |
| 375  | Great Falls                              | Great Falls | Montana                                              | 77.691           | 80.356           | 81.324           | 84.414           |
| 376  | Elmira                                   | Elmira | New York                                             | 95.195           | 91.119           | 88.842           | 84.148           |
| 377  | Kokomo                                   | Kokomo | Indiana                                              | 80.827           | 84.961           | 82.752           | 83.658           |
| 378  | Midland                                  | Midland | Michigan                                             | 75.651           | 82.797           | 83.629           | 83.494           |
| 379  | Columbus                                 | Columbus | Indiana                                              | 63.657           | 71.467           | 76.786           | 82.208           |
| 380  | Hinesville                               | Hinesville | Georgia                                              | 58.947           | 71.934           | 77.915           | 81.424           |
| 381  | Casper                                   | Casper | Wyoming                                              | 61.226           | 66.541           | 75.450           | 79.955           |
| 382  | Minot 1                                  | Minot | North Dakota                                         |                  |                  |                  | 77.546           |
| 383  | Grand Island                             | Grand Island | Nebraska                                             | 71.906           | 77.735           | 81.850           | 77.038           |
| 384  | Lewiston                                 | Lewiston | Idaho Washington                                     | 51.359           | 57.971           | 60.890           | 64.375           |
| 385  | Enid                                     | Enid | Oklahoma                                             | 56.735           | 57.811           | 60.580           | 62.846           |
| 386  | Walla Walla                              | Walla Walla | Washington                                           | 52.463           | 59.241           | 62.859           | 62.584           |
| 387  | Carson City                              | Carson City | Nevada                                               | 40.443           | 52.477           | 55.274           | 58.639           |

Weitere sechs Metropolitan Statistical Areas befinden sich im US-Außengebiet Puerto Rico:
| Rang | Metropolregion          | Principal Cities                    | Außengebiet | Bevölkerung 2020 |
| ---- | ----------------------- | ----------------------------------- | ----------- | ---------------- |
| 1    | San Juan–Bayamón–Caguas | San Juan, Bayamón, Caguas, Guaynabo | Puerto Rico | 2.081.265        |
| 2    | Aguadilla               | Aguadilla                           | Puerto Rico | 310.160          |
| 3    | Ponce                   | Ponce                               | Puerto Rico | 224.142          |
| 4    | Arecibo                 | Arecibo                             | Puerto Rico | 182.705          |
| 5    | Mayagüez                | Mayagüez                            | Puerto Rico | 97.605           |
| 6    | Guayama                 | Guayama                             | Puerto Rico | 68.442           |